# Parafia Matki Boskiej Zwycięskiej w Warszawie
Parafia Matki Boskiej Zwycięskiej w Warszawie – parafia rzymskokatolicka należąca do dekanatu rembertowskiego, diecezji warszawsko-praskiej, metropolii warszawskiej Kościoła katolickiego, w Warszawie (dzielnica Rembertów). Obsługiwana przez księży diecezjalnych.

## Historia
Parafia została erygowana w 1928 roku. 

### Kościół parafialny
Kościół parafialny został ukończony w 1952 roku.

### Cmentarz
Na terenie parafii znajduje się cmentarz parafialny.

### Pomnik
13 kwietnia 2012 przy kościele odsłonięto pomnik poświęcony ofiarom katastrofy polskiego Tu-154M w Smoleńsku.